# AC Propulsion

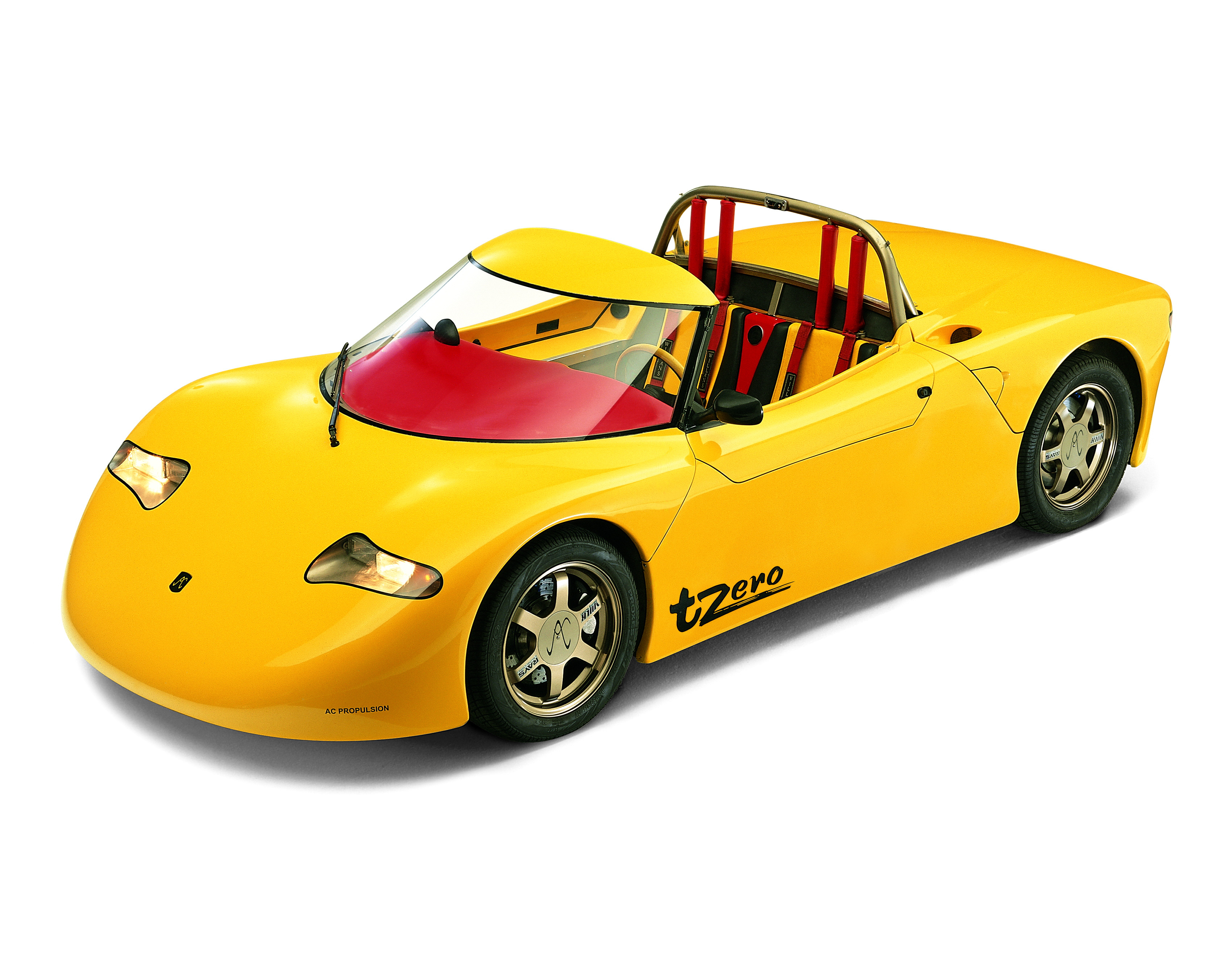
AC-Propulsion tzero.

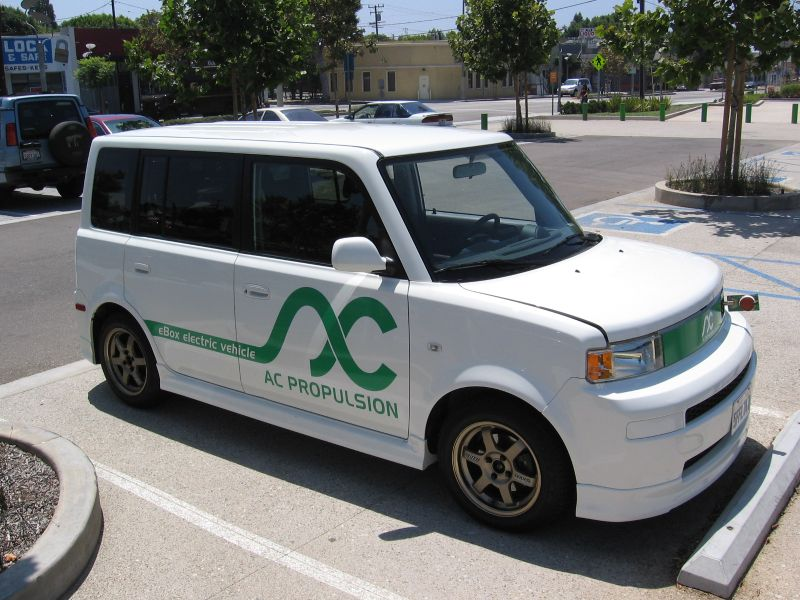
AC Propulsion eBox.

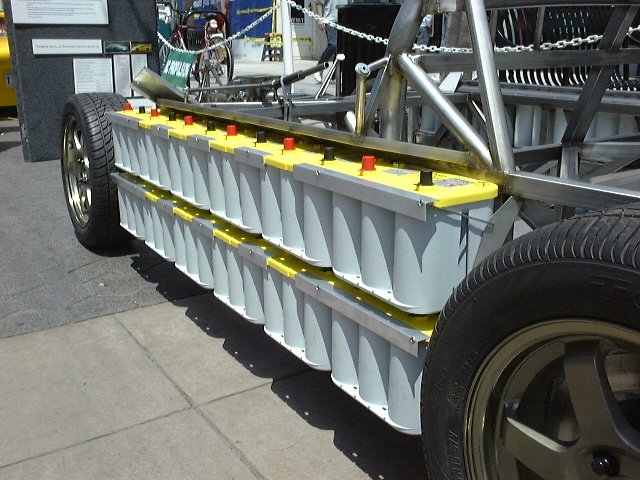
AC-Propulsion tzero.

AC Propulsion är ett amerikanskt företag som tillverkar elbilar. Företaget grundades 1992.